# 近仇首王
近仇首王（きんきゅうしゅおう、生年不詳 - 384年）は、百済の第14代の王（在位:375年 - 384年）であり、諱は須。先代の近肖古王の子である。375年11月に先王の死去に伴い王位についた。『梁書』では須の名で記され、『日本書紀』では貴須王（くゐすおう）とされる。子に枕流王、辰斯王。

## 治世
即位前の371年、高句麗の故国原王が自ら百済の北辺に侵入してきたときには、近肖古王の命に従って高句麗軍を迎撃し、退却する高句麗軍を攻めて大いに戦果をあげた。翌372年には高句麗の平壌城まで進撃し、故国原王を戦死させてもいる。375年11月に王位を継いだ後も高句麗とは交戦を続け、先代の近肖古王が打ち立てた東晋と和して高句麗と当たる外交態勢を保った。
『三国史記』百済本紀・近仇首王紀には、379年3月に東晋に朝貢しようとしたが海上で悪風にあって適わず、引き返してきたという記事が見られ、これは『梁書』百済伝の「晋の太元年間（376年 - 396年）に王の須が、…中略…生口（奴隷）を献上してきた」という記事に対応する。
384年4月に在位10年にして死去した。

## 考証
『三国史記』 では、肖古王は近肖古に、仇首王は近仇首に重って二重になっている、という指摘がある。すなわち、『三国史記』の肖古王は即位年は近肖古と同じ丙午で、在位は166年から214年、仇首王の在位は214年から234年である。近肖古・近仇首は、『古事記』の照古王、『日本書紀』及び『日本書紀』注百済系史書の肖古、貴須に紀年の上で一致する。166年から234年は、『後漢書』『魏志』の時代であるが、それらの漢籍ではその時代に百済は影も形もない。この近肖古、近仇首は後世のでっちあげで、肖古、仇首をそれぞれ近肖古、近仇首とし、その前に肖古、仇首を置く事で二倍に水増しているのであり、紀元前37年にはじまる『三国史記』の百済王譜のうち、後世の加上の人物となる。